# KnowWonder Digital Mediaworks
KnowWonder Digital Mediaworks (от англ. “know” — рус. «знание» и англ. “wonder” — рус. «чудо») — американская компания-разработчик компьютерных игр, расположенная в Керкленде, штат Вашингтон. Занимается преимущественно разработкой игр в жанре аркады для различных платформ, часто — по известным кинолицензиям. Основана в 1996 году. По состоянию на 2023 год актуальных сведений о работе компании нет.
Входит в состав Amaze Entertainment, которая в свою очередь, является дочерней компанией Foundation 9.

## Разработанные игры
- 1999 — Easy-Bake Kitchen CD-ROM Playset (PC: Windows)
- 1999 — 2001 — Scholastic's The Magic School (серия игр) (Windows, Mac)
- 2000 — Hot Wheels: Slot Car Racing (Windows)
- 2000 — Rugrats in Paris (Windows)
- 2000 — Heroes of Might and Magic (Game Boy Color)
- 2000 — All-Star Baseball 2001 (Game Boy Color)
- 2000 — Wild Thornberrys: Animal Adventures (PlayStation)
- 2000 — Heroes of Might and Magic II (Game Boy Color)
- 2000 — Racin' Ratz (Game Boy Color)
- 2001 — Saban's Power Rangers: Time Force (Windows)
- 2001 — Harry Potter and the Sorcerer's Stone (Windows)
- 2002 — Rugrats: Munchin Land (Windows)
- 2002 — Harry Potter and the Chamber of Secrets (Windows)
- 2003 — Finding Nemo: Nemo's Underwater World of Fun (Windows, Mac)
- 2003 — Finding Nemo (Windows, Mac)
- 2003 — Brother Bear (Windows)
- 2004 — Harry Potter and the Prisoner of Azkaban (Windows)
- 2004 — Shrek 2: The Game (Windows)
- 2004 — DreamWorks' Shark Tale (Windows)
- 2004 — Lemony Snicket's A Series of Unfortunate Events (Windows)